# راي فرينش
راي فرينش (بالإنجليزية: Ray French)‏ هو لاعب كرة قاعدة أمريكي، ولد في 9 يناير 1895 في ألاميدا في الولايات المتحدة، وتوفي بنفس المكان في 3 أبريل 1978.

## وصلات خارجية
- راي فرينش على موقعبيزبول رفرنس.كوم (الدوري الرئيسي) (الإنجليزية)
- راي فرينش على موقعبيزبول رفرنس.كوم (الدوري الثانوي) (الإنجليزية)